# Likejacking
Le likejacking (littéralement : détournement de « J'aime ») est une technique informatique frauduleuse visant les utilisateurs de Facebook. Il s'agit d'un type de détournement de clic (Clickjacking). Il fonctionne de manière virale, grâce à des sites appâts présentant des vidéos drôles, insolites... En cliquant sur le bouton lançant la vidéo, le visiteur clique en réalité sur un bouton « J'aime » caché, ce qui se traduit, s'il est connecté à Facebook, par la création automatique et involontaire d'un « statut » sur son « mur ».
Cette pratique existe depuis 2010.